# Zastoupení členem domácnosti
Zastoupení členem domácnosti představuje způsob ochrany oprávněných zájmů zletilé osoby s duševní poruchou při jednání s fyzickými, právnickými osobami a orgány veřejné moci. Tuto osobu může podle § 49–54 občanského zákoníku zastupovat se souhlasem soudu její potomek, předek, sourozenec, manžel nebo partner, nebo osoba, která před vznikem zastoupení žila se zastoupeným ve společné domácnosti nejméně tři roky.

## Vznik zastoupení
Zástupce musí dát zastoupenému najevo, že ho chce zastupovat, a srozumitelně mu vysvětlit povahu a následky zastoupení. Zastoupení však vzniká až schválením soudem. Soud je při svém rozhodování povinen vyvinout nezbytné úsilí ke zjištění názoru zastoupeného.  

## Práva a povinnosti zástupce
Zástupce je oprávněn zastupovat zastoupeného v obvyklých záležitostech (mezi tyto nepatří udělení souhlasu k zásahu do duševní nebo tělesné integrity, který by měl trvalé následky) a nakládat s jeho příjmy v rozsahu potřebném pro obstarání obvyklých záležitostí.
Mezi povinnosti zástupce patří:
- dbát o ochranu zájmů zastoupeného a naplňování jeho práv,
- dbát o to, aby způsob života zastoupeného nebyl v rozporu s jeho schopnostmi a
- dbát o to, aby způsob života zastoupeného nebyl v rozporu s jeho představami a přáními, pokud tyto nejsou nerozumné.

## Zánik zastoupení
Podle § 54 občanského zákoníku zaniká zastoupení v následujících případech:
- zástupce se zastoupení vzdá,
- zastoupený odmítne, aby ho zástupce dále zastupoval nebo
- soud jmenuje zastoupenému opatrovníka.

Pokud je uzavřena smlouva o nápomoci při rozhodování, zanikne zastoupení účinností smlouvy v rozsahu, v jakém je zastoupený způsobilý právně jednat.